# Club de Remo San Nicolás
El Club de Remo San Nicolás de Portugalete o Club de Remo San Nicolás Arraun Taldea es un club de remo de la localidad vizcaína de Portugalete que comenzó en el año 1892 compitiendo con una trainera en la regata entre Cofradías. Actualmente participa en la liga ARC.

## Historia

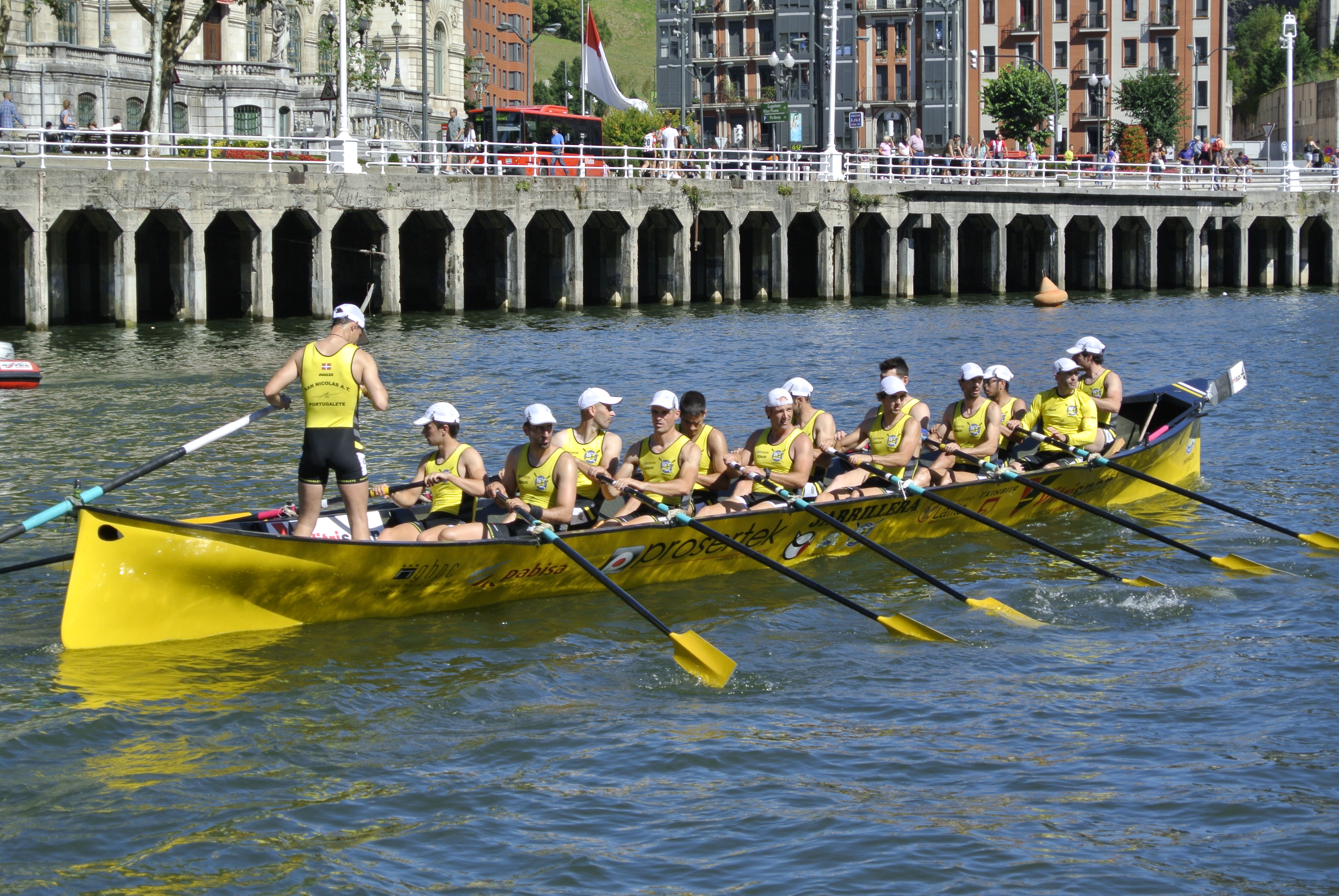
Trainera de San Nicolás en el Villa de Bilbao

Según documentos del Archivo Histórico de Portugalete, ya en el año 1892, competía una trainera de Portugalete en regata entre Cofradías. En el año 1917, se inician las regatas del Abra, quedando las tripulacio-nes en el orden siguiente, Santurce, Portugalete, Ciérvana y Algorta. La trainera jarrillera se llamaba la "Engracia". En el año 1921 Portugalete vence a la Atxuritarra, con polémica por con-siderar a los bilbaínos profesionales, al haber remado anteriormente con Santurce. 
En 1925 se inician las regatas organizadas por el Portugalete F. C., Ayuntamiento y Diputación, ganó Ondarroa. Portugalete y Ciérvana fueron descalificados. La primera participación de Portugalete en la Bandera Donostiarra, en la Concha fue En el año 1926 con la trainera Virgen de la Guía y patrón L. A. Gutiérrez. Portugalete gana en la ría, batiendo el récord existente hasta entonces, era el año 1929 y el nuevo récord 17'28", segundo quedó Ciérvana. Año 1949, la Sociedad Náutica de Portugalete gana en Avilés el campeonato de España de bateles. 
Organizadas por la Sociedad Náutica de Portugalete, tienen lugar en 1951 regatas de bateles con triunfo de Iberia. Ese mismo año los campeonatos de España de traineras se disputan en la desembocadura de la ría, participando el C. R. San Nicolás de Portugalete, con una inusual indumentaria color salmón. En 1968 Portugalete participa en la Concha. 
En 1972, Portugalete vence en la regata de Santoña, patrón Felipe Arluzea. Los juveniles del C. R. San Nicolás, ganan en Orio en el año 1978 el campeonato de España de bateles. Año 1980, toma la presidencia Alfredo López Santamaría y entrenador José Luis Maruri, Portugalete vence en Galiza en el Trofeo Conde de Fenosa. Año 1981, se gana la bandera de Laredo en dura pugna con Castro. Se vuelve a la Concha. 
En 1982 se celebra la I Bandera "Noble Villa de Portugalete", vence Kaiku. Año 1984, buena temporada de traineras siendo 4º en G.P. Nervión, entrenador Juanjo Ruiz y patrón Javier López “Pirulo”. En el año 1985 se vuelve a participar en la Bandera de la Concha. Año 1987, vuelve a entrenar José Luis Maruri. Año 1990, se saca la trainera con Deustu A.T., llamándose Portu-Deustu. Año 1992, hay una renovación de entrenador siendo este Víctor Llorente y patrón Xabier Rodríguez Álvaro. En los años 1993 y 1994 no se saca trainera.
Año 1995, desde el año anterior el entrenador es Peio De Vega y patrón continua Xabier Rodríguez, se produce una renovación casi total de plantilla, entrando remeros muy jóvenes que darán un gran rendimiento y resultado para el Club. Año 1996, en un apretado final Portugalete gana a Santurce, en la bandera del pueblo, el juez de llegada es el único que ve ganador a Santurce, se produce una gran polémica que impide la entrega de premios y Bandera. Año 1997, campeón de Vizcaya de batel en categoría sénior.
Es en el año 1998, es cuando se gana la Bandera de la Villa por primera vez, fue un buen año de resultados, entrenados por Juan José Minguez Ruiz “Totxin”. En 2001, segundos en la Bandera del pueblo y en varias pruebas más, entrenador José Antonio Arana. 2002 fue un año de transición , se participó en batel y trainerilla, pero no se sacó la trainera. A partir de 2003 hasta la fecha se ha mantenido una participación regular. Año 2003 se ganó una bandera, la de Ur Kirolak, se mantienen puestos punteros dentro de nuestra Liga, rozando la Bandera en varias ocasiones, entrenador de este año y el siguiente Jaime Uriarte.
Año 2005, comienza a entrenar Fernando Zugasti, estando este año y el siguiente 2006, destacar la gran labor de este remero-entrenador que comenzó en el Club en 1995 procedente de Elantxobe, estando de remero hasta 2001 y volviendo en 2004 al Club como remero y los dos siguientes compaginando esta labor con la de entrenador. En el año 2006 se crea la Liga ARC que junto a la Liga ACT ya existente, estructura la competición.
El club participa en el grupo 2 de la Liga ARC, en la temporada 2006 se obtienen buenos resultados, varios segundos y terceros puestos, rozándose en alguna regata la Bandera. 
Otro punto destacable es la participación por primera vez en la historia del Club de tripulaciones femeninas, en la temporada 2006,  se cuenta con un batel sénior fémina, con excelentes resultados, primero Cto. de Vizcaya y segundo en Cto. de País Vasco.
Es en la temporada 2007, dentro del mismo grupo de competición, se sube un poco el listón, ganando tres Banderas y varios segundos puestos, entrenador Peio De Vega. Son las Banderas de Donibane Lohitzune, Donostiako Hiria y Gecho. Se acaba segundo la Liga , participando en el play-off de ascenso al grupo 1º de la ARC sin conseguirlo. En esta temporada 2007 las chicas, son segundo en el Cto. de Vizcaya de batel y 3º en el de País Vasco. En trainerilla son campeonas de Vizcaya, País Vasco y 3º clasificadas en el Cto. de España.

## Nombres de la trainera
- 1917 - Engracia
- 1923 - San Roque
- 1925 - Virgen de la Guía
- 1931 - La Canilla
- 1968 - Santa María
- 1969 - Noble Villa
- 1970 - Elena
- 1973 - Virgen de la Guía
- 1979 - Jarrillera

## Palmarés

### Títulos nacionales
- 1 Campeonato de España de Bateles (juvenil): 1978.
- 1 Liga ARC-2: 2010.
- 1 Liga ARC-1: 2011.

### Títulos regionales
- 1 Campeonato del País Vasco de Trainerillas (femenino): 2007.
- 1 Campeonato del País Vasco de Bateles 2013.
- 1 Campeonato del País Vasco de Trainerillas (juvenil): 2017.

### Títulos provinciales
- 1 Campeonato de Vizcaya de Bateles: 1997.
- 1 Campeonato de Vizcaya de Bateles (femenino): 2006.
- 1 Campeonato de Vizcaya de Trainerillas (femenino): 2007.

### Banderas
- 1 Bandera Conde de Fenosa:1980.
- 1 Bandera de Laredo: 1981.
- 1 Bandera de Portugalete: 1998 y 2011.
- 1 Bandera de Ur Kirolak: 2003.
- 1 Bandera de San Sebastián: 2007.
- 1 Bandera de Guecho: 2007.
- 1 Bandera de Gozón: 2010.
- 1 Bandera de San Juan de Luz: 2007 y 2010.
- 1 Bandera de Las Arenas:2010.
- 1 Bandera Promoción de Zumaya: 2010.
- 2 Bandera Promoción de Zarauz: 2010 y 2011.
- 1 Bandera Ría del Asón: 2010.
- 1 Bandera de La Rioja: 2011.
- 1 Bandera de Santurce: 2011.
- 1 Bandera Fiesta del Besugo: 2011.
- 1 Bandera El Correo-BBK: 2011.
- 1 Bandera Villa de Bilbao: 2011.
- 1 Regata de Promoción de Fuenterrabía: 2011.
- 1 Bandera de Petronor: 2011.
- 1 Bandera de Santoña: 2011.
- 1 Bandera de Lequeitio: 2011.